# Ахмед ел Духи
Ахмед Фад ел Духи ел Дусари (арап. أحمد فهد الدوخي الدوسري; Ријад, Саудијска Арабија, 25. октобар 1976) је професионални фудбалер и репрезентативац Саудијске Арабије који наступа у фудбалском клубу Ал Итихад из Саудијске Арабије.
Маркос Пакета, селектор репрезентације Саудијске Арабије, уврстио је Ахмада ел Дукија у тим за Светско првенство у фудбалу 2006. у Немачкој. Ахмад ел Дуки игра на позицији одбрамбеног играча.